# والریو آناستازی
والریو آناستازی (انگلیسی: Valerio Anastasi؛ زادهٔ ۱۳ آوریل ۱۹۹۰) بازیکن فوتبال اهل ایتالیا است.
از باشگاه‌هایی که در آن بازی کرده‌است می‌توان به باشگاه فوتبال کیه‌وو ورونا، باشگاه فوتبال پیستویزه، باشگاه فوتبال مونتسا، باشگاه فوتبال رجانا، و باشگاه فوتبال یو. اس. پرگولیتزه اشاره کرد.